# Josef Sayer

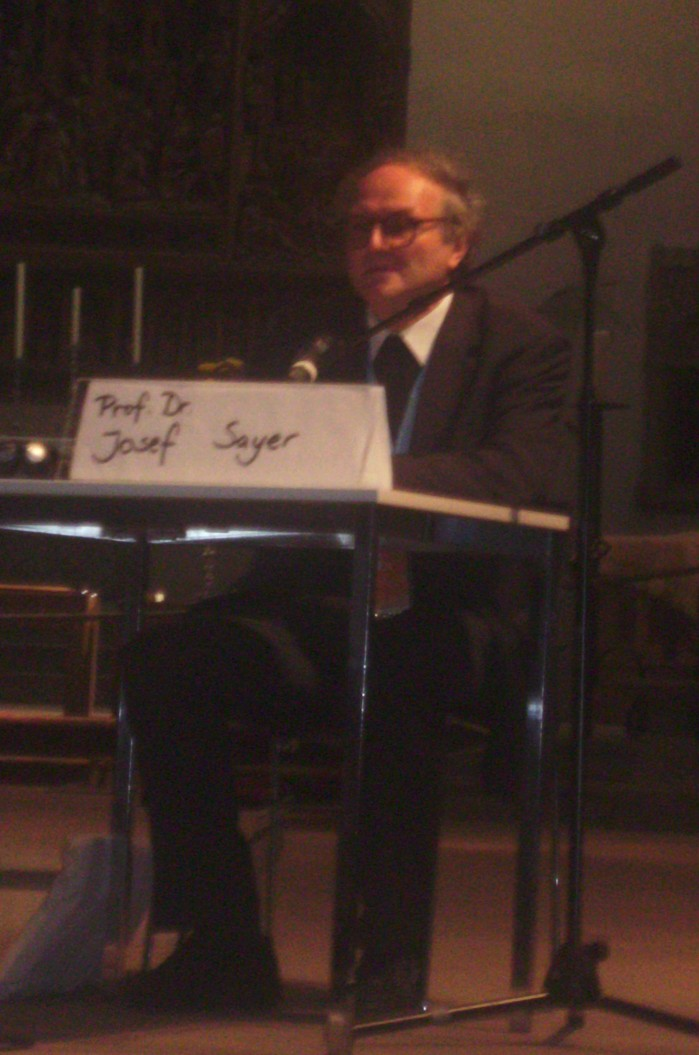
Josef Sayer auf dem Deutschen Katholikentag 2008 in Osnabrück

Josef Sayer (* 19. Dezember 1941 in Apatin, Königreich Jugoslawien) ist ein deutscher, römisch-katholischer Theologe, Geistlicher und Entwicklungshelfer. Von 1997 bis 2012 war er Hauptgeschäftsführer und Vorstandsvorsitzender von Misereor.

## Leben
Nach seiner Vertreibung und Flucht nach Deutschland zwischen 1945 und 1947 studierte er Philosophie und Theologie in Rom und Tübingen sowie Sozialwissenschaften und Geschichte in Konstanz. An der sozialwissenschaftlichen Fakultät der Universität Konstanz wurde er 1975 mit der Arbeit Sozialer Wandel in der Kirche – eine empirische Untersuchung zur Sozialisation beim Priesterberuf promoviert. In den Jahren 1968 bis 1980 verfolgte er eine akademische Karriere, welche verschiedene Positionen als wissenschaftlicher Mitarbeiter beinhaltete. Am Theologischen Seminar der Pädagogischen Hochschule Berlin war er Assistent von Bruno Schlegelberger.
Ab 1980 war er zunächst Entwicklungshelfer in den peruanischen Anden und nach seiner Priesterweihe 1982 in Cuzco als Pfarrer in einer Slum-Pfarrei in Lima tätig. Er engagierte sich beim Aufbau von kirchlichen Gemeinden, Begleitung der Landbevölkerung in ihrer Auseinandersetzung mit der westlichen Kultur ebenso wie mit dem Marxismus.
1988 erhielt er einen Ruf auf die Professur für Pastoraltheologie an der Theologischen Fakultät der Universität Fribourg. Seit dem 1. Dezember 1997 war er Hauptgeschäftsführer und Vorstandsvorsitzender von Misereor in Aachen, er wurde am 23. März 2012 in den Ruhestand verabschiedet und von Pirmin Spiegel abgelöst. Zu seinem 70. Geburtstag wurde ihm 2012 die Festschrift Horizont Weltkirche überreicht. Unter den Autoren finden sich zwei Kardinäle, fünf deutsche Bischöfe und vier Theologieprofessoren der Universität Tübingen.
Von 2001 bis 2007 war er Mitglied des Rates für Nachhaltige Entwicklung. Er ist Mitglied des Päpstlichen Rates Cor Unum.

## Ehrungen und Auszeichnungen
- 2007: Bundesverdienstkreuz 1. Klasse

## Publikationen (Auswahl)
- (mit Bruno Schlegelberger und Karl Weber): Von Medellín nach Puebla. Gespräche mit lateinamerikanischen Theologen, Düsseldorf 1980.